# Socialdemokraterna (Schweiz)
Schweiz socialdemokratiska parti (tyska: Sozialdemokratische Partei der Schweiz (SP); franska Parti socialiste suisse (PS); italienska: Partito socialista svizzero; rätoromanska: Partida Socialdemocrata de la Svizra) är ett politiskt parti i Schweiz.
Det grundades den 21 oktober 1888 och är för närvarande det näst största av de fyra stora politiska partigrupperingarna i Schweiz. I Förbundsrådet står partiet längst till vänster. Det är också det näst störst politiska partiet i Schweiz parlament. 
Partiet har två ledamöter i Förbundsrådet (för närvarande Micheline Calmy-Rey och Moritz Leuenberger) och hör alltså till en av de fem förbundsrådspartierna. Partiet är medlem av Socialistinternationalen och associerad medlem i Europeiska socialdemokratiska partiet. Partiordförande sedan mars 2008 är Christian Levrat.
SP/PS är det mest proeuropeiska partiet i Schweiz, och stödjer ett omedelbart inträde i Europeiska unionen. Bland de andra politiska partierna och i den schweiziska väljarkåren finns det dock inte tillräckligt stöd för ett inträde i EU.

## Ideologi
I sin politik företräder SP/PS traditionella socialdemokratiska ståndpunkter. I det avseendet är SP/PS för en stark stat och offentlig sektor, mot långtgående marknadsliberalism, men för samhällelig liberalism, för en aktiv miljö- och klimatpolitik, för ett utrikespolitisk öppnare Schweiz och en säkerhetspolitik grundad på pacifism.

## Väljarstöd
År 2003 hade partiet 52 mandat (av 200) i Nationalrådet (andrakammaren i den schweiziska riksdagen), 9 (av 46) i förstakammaren och 2 av 7 mandat i Förbundsrådet (verkställande organ). Per 2005 innehade partiet 23,8 procent av platserna i Schweiz kantonregeringar och 23,2 procent i kantonparlamenten. Vid det senaste parlamentsvalet den 22 oktober 2007 erhöll partiet 19,5 procent av de sammanlagda avlagda rösterna och 43 av 200 platser.

## Partiordförande
| 1888–1889  | Alexander Reichel  |
| 1890–1891  | Albert Steck       |
| 1892–1894  | Eugen Wullschleger |
| 1894–1896  | Wilhelm Fürholz    |
| 1897       | Karl Zgraggen      |
| 1898       | Paul Brandt        |
| 1898–1901  | Otto Lang          |
| 1901–1902  | Joseph Albisser    |
| 1902–1908  | Gottfried Reimann  |
| 1909–1910  | Eduard Kessler     |
| 1911       | Hans Näher         |
| 1912–1916  | Fritz Studer       |
| 1916–1917  | Emil Klöti         |
| 1918       | Jakob Gschwend     |
| 1919       | Gustav Müller      |
| 1919–1936  | Ernst Reinhard     |
| 1937–1952  | Hans Oprecht       |
| 1953–1962  | Walther Bringolf   |
| 1962–1970  | Fritz Grüter       |
| 1970–1974  | Arthur Schmid      |
| 1974–1990  | Helmut Hubacher    |
| 1990–1997  | Peter Bodenmann    |
| 1997–2000  | Ursula Koch        |
| 2000–2004  | Christiane Brunner |
| 2004–2008  | Hans-Jürg Fehr     |
| Sedan 2008 | Christian Levrat   |

## Förbundsråd
| 1943–1951  | Ernst Nobs          |
| 1951–1953  | Max Weber           |
| 1959–1969  | Willy Spühler       |
| 1959–1973  | Hans-Peter Tschudi  |
| 1969–1977  | Pierre Graber       |
| 1973–1983  | Willy Ritschard     |
| 1977–1987  | Pierre Aubert       |
| 1987–1993  | René Felber         |
| 1983–1995  | Otto Stich          |
| 1993–2002  | Ruth Dreifuss       |
| 1995–2010  | Moritz Leuenberger  |
| Sedan 2002 | Micheline Calmy-Rey |
| Sedan 2010 | Simonetta Sommaruga |